# Cypris kaufmani
Cypris kaufmani är en kräftdjursart. Cypris kaufmani ingår i släktet Cypris och familjen Cyprididae. Inga underarter finns listade i Catalogue of Life.